# 朱塞佩·真蒂莱
朱塞佩·真蒂莱（義大利語：Giuseppe Gentile，1943年9月4日—），意大利男子田径运动员，主攻三级跳远。他曾代表意大利参加1968年和1972年夏季奥林匹克运动会田径比赛，获得一枚铜牌。